# 3857 Cellino
3857 Cellino este un asteroid din centura principală, descoperit pe 8 februarie 1984 de Edward Bowell.